# Delphinium balansae
Delphinium balansae là một loài thực vật có hoa trong họ Mao lương. Loài này được Boiss. & Reut. mô tả khoa học đầu tiên năm 1856.